# 10 Years of Chaos and Confusion
10 Years of Chaos and Confusion è la prima raccolta del gruppo death metal svedese Hypocrisy, pubblicata il 3 agosto 2001 da Nuclear Blast.
Ne è stata pubblicata anche un'edizione limitata contenente le tracce delle demo Rest in Pain e Rest in Pain '92, oltre ad una traccia inedita intitolata Turn the Page e a sei videoclip.

## Tracce
- Le tracce 1 - 4, 7 e 9 sono state registrate nuovamente.

1. Penetralia – 5:26
2. The Fourht Dimension – 5:29
3. Osculum Obscenum – 4:55
4. Apocalypse – 5:26
5. Killing Art – 2:57
6. Deathrow (No Regrets) – 5:47
7. Left to Rot – 3:37
8. Until the End – 5:54
9. Pleasure of Molestation – 4:38
10. A Coming Race – 5:06
11. Fractured Millenium – 5:15
12. Roswell 47 – 3:57
13. Fire in the Sky – 4:48
14. The Final Chapter – 5:21

### Bonus track (edizione limitata)
1. God is a Lie – 2:51
2. Suffering Souls – 3:33
3. To Escape is to Die – 4:18
4. Nightmare – 5:49
5. Left to Rot – 3:41
6. Suffering Souls – 3:40
7. God is a Lie – 3:04
8. To Escape is to Die – 4:08
9. Turn the Page – 4:08

## Formazione
- Peter Tägtgren – voce, chitarra, tastiere
- Masse Broberg – voce
- Jonas Osterberg – chitarra
- Mikael Hedlund – basso
- Lars Szöke – batteria

### Crediti
- Axel Jusseit – fotografia
- Robert Mueller – note
- Dan Swanö – riparazione audio